# 호리이케 히로미쓰
호리이케 히로미쓰(일본어: 堀池 洋充, 1971년 5월 24일 ~ )는 일본의 전 축구 선수이다.

## 구단 경력
과거 FC 도쿄에서 활동하였다.